# Gabriele Paukens
Gabriele Bender-Paukens (* 19. November 1962 in Düsseldorf als Gabriele Paukens, geschiedene Paukens-Houf) ist eine deutsche Juristin. Bekannt wurde sie als Darstellerin einer Staatsanwältin in der werktäglich ausgestrahlten RTL-Gerichtsshow Das Strafgericht.

## Werdegang
Paukens studierte Jura an der Universität zu Köln und wurde 1995 als Rechtsanwältin zugelassen, seit 1998 ist sie Fachanwältin für Strafrecht. Danach war sie freiberuflich in einer Kanzlei tätig. Von 2002 bis 2005 sah man sie häufig als Staatsanwältin Gabriele Paukens in der Gerichtsshow Das Strafgericht. In der ab 2022 produzierten Neuauflage unter dem Titel Ulrich Wetzel – Das Strafgericht wirkt sie erneut als Staatsanwältin mit. Seit April 2023 verkörpert Bender-Paukens auch in der Gerichtsshow Ulrich Wetzel – Das Jugendgericht die Staatsanwältin im Jugendstrafrecht.
Seit 2010 lebt sie mit ihrer Familie in Königstein im Taunus.